# Seleção Dominicana de Futebol Feminino
A Seleção Dominicana de Futebol Feminino representa a República Dominicana no futebol feminino internacional.